# توان‌دشت علیا
توان‌دشت علیا روستایی در دهستان مالمیر بخش سربند شهرستان شازند استان مرکزی ایران است.
زبان بیشتر مردم لری میباشد

## جمعیت
بر پایه سرشماری عمومی نفوس و مسکن در سال ۱۳۹۵ جمعیت این روستا ۱۹۶ نفر (۷۳خانوار) بوده‌است.